# Oure
Oure är en tätort i Svendborgs kommun i Region Syddanmark i Danmark. Tätorten har 498 invånare (2024). Den ligger på Fyn, cirka 10 kilometer nordost om Svendborg.